# Intesa Sanpaolo
Intesa Sanpaolo – włoska instytucja bankowa działająca od 2 stycznia 2007, powstała z fuzji włoskich banków Banca Intesa i Sanpaolo IMI, z główną siedzibą w Turynie i drugorzędną w Mediolanie.

## Historia
Fuzja pomiędzy dwoma bankami, ogłoszona w sierpniu 2006 roku, doszła do skutku w grudniu tego samego roku. To pierwszy włoski bank pod względem kapitalizacji, a drugi w strefie euro, z 22,7 mld euro.
Nowa spółka bankowa przyjęła dualistyczny model zarządzania, system o pochodzeniu niemieckim, wprowadzony przez reformę prawa spółek w 2003, które przewiduje utworzenie rady nadzorczej (która wykonuje wiele uprawnień tradycyjnie zarezerwowanych dla walnego zgromadzenia) oraz zarządu. We Włoszech to pierwsze zastosowanie tego modelu w tak dużej spółce.
Od 2007 roku, w następstwie fuzji między Sanpaolo IMI i Banca Intesa, z powodu przepisów dotyczących konkurencji Intesa Sanpaolo została zmuszona do wycofania się z kontroli nad bankami detalicznymi Cariparma i Banca Popolare FriulAdria (654 punkty kasowe ogółem), które podlegały Crédit Agricole, akcjonariuszowi Intesa Sanpaolo (z 18%) już od 1990.

## Intesa Sanpaolo we Włoszech
We Włoszech działalność Intesa Sanpaolo jest podzielona według projektu Banca dei territori między następujące banki:
- Intesa Sanpaolo
- Banca dell'Adriatico
- Banca di Credito Sardo
- Banca di Trento e Bolzano / Bank für Trient und Bozen
- Banco di Napoli
- Cassa di Risparmio in Bologna
- Cassa di Risparmio di Firenze
- Cassa dei Risparmio di Forlì e della Romagna
- Cassa di Risparmio del Friuli Venezia Giulia
- Cassa di Risparmio di Venezia
- Cassa di Risparmio del Veneto
- Cassa di Risparmio della Provincia di Viterbo (CARIVIT)
- Cassa di Risparmio della Spezia
- Cassa di Risparmio di Ascoli Piceno (CARISAP)
- Cassa di Risparmio di Città di Castello
- Cassa di Risparmio di Civitavecchia
- Cassa di Risparmio di Foligno
- Cassa di Risparmio di Pistoia e Pescia
- Cassa di Risparmio di Rieti (CARIRI)
- Cassa di Risparmio di Spoleto (CARISPO)
- Cassa di Risparmio di Terni e Narni (CARIT)

Banki specjalistyczne:
- Banca Prossima per le imprese sociali e le comunità
- Banca Infrastrutture Innovazione e Sviluppo (BIIS)
- BancaIMI
- Intesa Sanpaolo Private Banking
- Mediocredito Italiano
- Eurizon (towarzystwo ubezpieczeniowe)

Grupa Intesa Sanpaolo utrzymuje poza tym większość Banca Fideuram, który jednak nie wchodzi w skład "banca dei territori"

## Intesa Sanpaolo na świecie
Poza silną pozycją we Włoszech, Intesa SanPaolo jest reprezentowana przez różnorodna filie i biura na całym świecie:
- Filie – Amsterdam, Ateny, Dombim (Austria), Frankfurt, Innsbruck, Londyn, Madryt, Monako, Paryż, Wiedeń, George Town, Nassau, Nowy Jork, Dubaj, Hongkong, Szanghaj, Singapur, Tokio oraz w Szwajcarii.
- Biura reprezentujące – Barcelona, Bruksela, Stambuł, Moskwa, Sztokholm, Warszawa, Buenos Aires, Meksyk, Los Angeles, São Paulo, Santiago, Bangkok, Bejrut, Dubaj, Mumbaj, Pekin, Seul, Teheran, Casablanka, Kair, Tunis.

Poza tym Grupa kontroluje bezpośrednio różne banki zagraniczne, zwłaszcza na obszarze Europy Środkowo-Wschodniej i basenu Morza Śródziemnego, które dysponują siecią ponad 1900 oddziałów i około 8,3 mln klientów obsługiwanych przez zagraniczne banki z grupy, działające w 13 krajach w handlu i bankowości komercyjnej. Siła grupy w tym obszarze to kontrola nad siecią bankową silnie zakorzenioną lokalnie, z wieloma bankami, które utrzymują ważną pozycję na rynku.
- Banki w Grupie:
  - Intesa SanPaolo Bank – Albania i Grecja – W czerwcu 2007, Intesa SanPaolo sfinalizowała przejęcie 80% American Bank of Albania (ABA), założonego w Tiranie w 1998. W styczniu 2008 bank połączył się z Banca Italo Albanese (BIA), stanowiąc drugą instytucję bankową w kraju pod względem aktywów ogółem. Dziś Intesa Sanpaolo Bank Albania jest numerem dwa w kraju w sektorze kredytowym i depozytów i obsługuje około 112 tysięcy klientów poprzez sieć 30 oddziałów w Albanii i 4 w Grecji, z zamiarem utrzymania poparcia ze strony obywateli albańskich, którzy mieszkają i pracują w Grecji oraz ułatwiania stosunków długookresowych między przedsiębiorstwami albańskimi i greckimi działającymi w obu krajach.
  - Intesa SanPaolo Banka – Bośnia i Hercegowina – Intesa SanPaolo Banka Bośnia i Hercegowina, rezultat fuzji UPI Banka i LTG, jest szóstym bankiem w kraju pod względem aktywów ogółem, obsługując 112 tysięcy klientów w 50 filiach. Działa na wewnętrznym rynku Bośni i Hercegowiny, ciesząc się ważną pozycją na obszarach najsilniej rozwiniętych i popularnych, jak Sarajewo, Tuzla i Kanton Bośni Centralnej. Jako bank komercyjny oferuje szeroką gamę produktów dla klientów biznesowych i handlu. Był pierwszym bankiem w Bośni i Hercegowinie oferującym usługi bankowości elektronicznej dla swoich klientów.
  - Privredna banka Zagreb – Chorwacja – PBZ, sprywatyzowany w 1999, jest drugim bankiem chorwackim pod względem aktywów ogółem i pierwszym pod względem liczby klientów. Oferuje swoje produkty i usługi ponad 1,6 mln klientów poprzez sieć 230 filii rozmieszczonych w całym kraju. Jest uprzywilejowanym partnerem przedsiębiorstw lokalnych i międzynarodowych, MŚP oraz administracji publicznej. PBZ cieszy się wysokim zagłębieniem w sektor handlu, a także osiągnął duży poziom w sektorze pożyczek, kredytów konsumenckich i kart kredytowych.
  - Bank of Alexandria – Egipt – Bank of Alexandria, założony przez rząd egipski w 1957 roku, jest dziś szóstym bankiem w Egipcie pod względem aktywów ogółem i posiada około 200 oddziałów. W następstwie przejęcia 80% przez Grupę w 2006 roku, Bank of Alexandria założył sobie ambitny plan rozwoju, który skonkretyzuje się w następnych latach.
  - Intesa SanPaolo Bank – Rumunia – Intesa Sanpaolo Bank Rumania założony w 1996 roku, ma liczne oddziały w całym kraju, ze szczególną koncentracją w dawnej austro-węgierskiej części kraju (Siedmiogród, Banat),  gdzie osiadła większa część włoskich przedsiębiorców. Poza szeroką gamą usług bankowych, oferuje doradztwo i wsparcie dla przedsiębiorstw włoskich i węgierskich działających w kraju.
  - KMB Bank – Rosja – założony w roku 1992, KMB stał się częścią Grupy od września 2005. Z aktywami ogółem 1,293 mln euro, oferuje szeroką gamę usług bankowych, ze szczególną uwagą zwróconą na potrzeby małych firm. Dzięki rozległej sieci oddziałów rozmieszczonych w całej Rosji, KMB obsługuje dziś około 100 tysięcy małych firm.
  - Banca Intesa Beograd – Serbia – Banca Intesa Beograd jest pierwszym bankiem Serbii pod względem aktywów ogółem z udziałem w rynku w wysokości 12,3%. Po fuzji w styczniu 2008 roku z Panonska Banka (Sanpaolo), bank działa w kraju poprzez sieć 224 filii rozmieszczonych w całej Serbii, z najbardziej rozprzestrzenioną siecią bankomatów, obsługując około 1,3 mln klientów. Banca Intesa Beograd jest ponadto narodowym liderem w sektorze e-bankowości i systemów płatności.
  - VUB Banka – Słowacja i Czechy – VUB Banka to drugi bank słowacki pod względem aktywów ogółem, z 16,2% udziału w rynku. Bank ma w kraju obecność kapilarną z siecią 247 filii, obsługując 1,5 mln klientów. Bank obecny jest także w Czechach, z filią w Pradze. Lider w sektorze bankowości handlowej, ważny także w sektorze bankowości korporacyjnej, wspierając swoją działalnością małe i średnie przedsiębiorstwa, jak również wielkie firmy państwowe i międzynarodowe na rynku czeskim i słowackim. Dzięki CFH, Consumer Finance Holding, bank jest aktywny także w sektorze kredytów konsumenckich.
  - Banka Koper – Słowenia – Banka Koper, założony w 1955, jest szóstym bankiem w Słowenii pod względem aktywów ogółem, z udziałem w rynku około 5%. Bank posiada sieć 46 oddziałów, szczególnie skoncentrowanych w Istrii, obsługujących około 150 tysięcy klientów. Banka Koper oferuje bankowość komercyjną, inwestycyjną, prywatną, operacje międzynarodowe oraz leasing finansowy i operacyjny.
  - CIB Bank – Węgry – CIB, rezultat fuzji CIB (Comit, potem Intesa) i Inter-Euròpa Bank (Sanpaolo), jest drugim bankiem węgierskim pod względem aktywów ogółem. Oferuje pełną gamę produktów dla 720 tysięcy przedsiębiorstw i klientów prywatnych, poprzez liczną sieć na terytorium Węgier (142 filie). CIB odgrywa ważną rolę w obszarze bankowości korporacyjnej, dzięki ofercie usług co do wartości dodanej nastawionych na wielkie przedsiębiorstwa, a także jest liderem usług bankowości mobilnej i internetowej oraz leasingu z około 16,6% udziału w rynku.
  - Pravex Bank – Ukraina – Pravex Bank został założony w 1992 r., a częścią grupy Intesa Sanpaolo stał się w czerwcu 2008. Bank oferuje szeroki wachlarz usług bankowych i finansowych dla ponad 1,2 miliona klientów (prywatnych i przedsiębiorstw) poprzez 579 oddziałów i więcej niż 1900 punktów sprzedaży kredytów konsumenckich.
  - Qingdao City Commercial Bank – Chiny (udział mniejszościowy) – prawo chińskie nie pozwala na bezpośrednią kontrolę banku chińskiego, a część zagraniczna jest ustalona na maksymalnym pułapie w wysokości 20% możliwych do nabycia udziałów. W 2007 roku Intesa Sanpaolo zdecydowała się na wejście na rynek chiński przejmując 20% Qingdao City Commercial Bank (QCCB), stając się w ten sposób pierwszym włoskim bankiem, który oficjalnie wszedł na chiński rynek.